# Cuneolina
Cuneolina es un género de foraminífero bentónico de la subfamilia Cuneolininae, de la familia Cuneolinidae, de la superfamilia Ataxophragmioidea, del suborden Ataxophragmiina y del orden Loftusiida. Su especie tipo es Cuneolina pavonia. Su rango cronoestratigráfico abarca desde el Valanginiense (Cretácico inferior) hasta el Coniaciense (Cretácico superior).

## Discusión
Clasificaciones previas incluían Cuneolina en el suborden Textulariina del orden Textulariida o en el orden Lituolida.

## Paleoecología
Cuneolina incluía especies con un modo de vida bentónico infaunal, de distribución latitudinal tropical-subtropical, y habitantes de medio sublitoral interno.

## Clasificación
Cuneolina incluye a las siguientes especies:
- Cuneolina camposauri †
- Cuneolina elegans †
- Cuneolina immatura †
- Cuneolina ketini †
- Cuneolina lata †
- Cuneolina laurentii †
- Cuneolina pavonia †
  - Cuneolina pavonia compressa †
  - Cuneolina pavonia emaciata †
- Cuneolina scarsellai †
- Cuneolina sliteri †
- Cuneolina trinitensis †
- Cuneolina walteri †

Otra especie considerada en Cuneolina es:
- Cuneolina angusta †, aceptado como Textulariella angusta †